# Tinodes paludigenus
Tinodes paludigenus là một loài Trichoptera hóa thạch trong họ Psychomyiidae.